# مرتوبة
مرتوبة هي بلدة في شرق ليبيا، تقع إلى الجنوب من درنة بحوالي 27 كم. فيها قاعدة عسكرية جوية.
ترتبط مرتوبة مع لملودة بطريقين:
1.الطريق الرئيسي (عبر درنة)، وهو جزء من الطريق الساحلي الليبي.
2.الطريق الداخلي أو الصحراوي.